# Hippodrome du Bouscat
L'hippodrome du Bouscat se situe dans l'agglomération de Bordeaux en Gironde.
Il a été créé autour de 1840, par transfert de l’hippodrome de Gradignan (selon les sources, en 1836 ou 1845).

## Équipements hippiques
L'hippodrome possède 3 pistes :
- Piste plat : 2 parcours 2 000 m de tour, 450 m de ligne droite en herbe. Très sélective.
- Piste trot : piste de 1 500 m de tour (sable) avec départs à l'Autostart ou départs à l'élastique.
- Piste d'obstacles : 3 parcours (herbe) 15 obstacles, haies naturelles et synthétiques.

Les tribunes peuvent accueillir 1 200 personnes.
De boxes de passage sont disponibles à la location pour héberger temporairement les chevaux.

## Courses et prix de l'hippodrome
Entre 1 et 5 réunions hippiques régionales et nationales ont lieu chaque mois (sauf juillet-août), avec pour chacune entre 7 et 10 courses différentes.
Prix remarquables récurrents :
- Prix André Boingnères
- Grand Prix du Sud-Ouest

## Activités annexes
- La Table de l'Hippodrome, restaurant panoramique ouvert tous les midis.
- La Brasserie de l'Hippodrome, brasserie au pied des pistes ouverte tous les jours.
- Le Salon Marquis du Vivier, La Salle des Balances et Le Hall des Paris, espaces à louer pour des évènements professionnels (réunions, séminaires...).
- Évènements ponctuels sur les espaces verts, comme Le Grand Cirque de Noël de Bordeaux (chaque année en décembre).

## Accès
L'accès du public est gratuit. L'entrée se fait par l'avenue de l'Hippodrome (côté Eysines). En plus du parc-relais Hippodrome de TBM, un parking gratuit et surveillé est disponible pour les visiteurs à l'entrée de l'enceinte de l'hippodrome.
Transports en commun :
- station Hippodrome
- 12 35 41 arrêt Hippodrome
- Station V3 de TBM Hippodrome
- Ligne 703 de TransGironde arrêt Hippodrome